# Inol

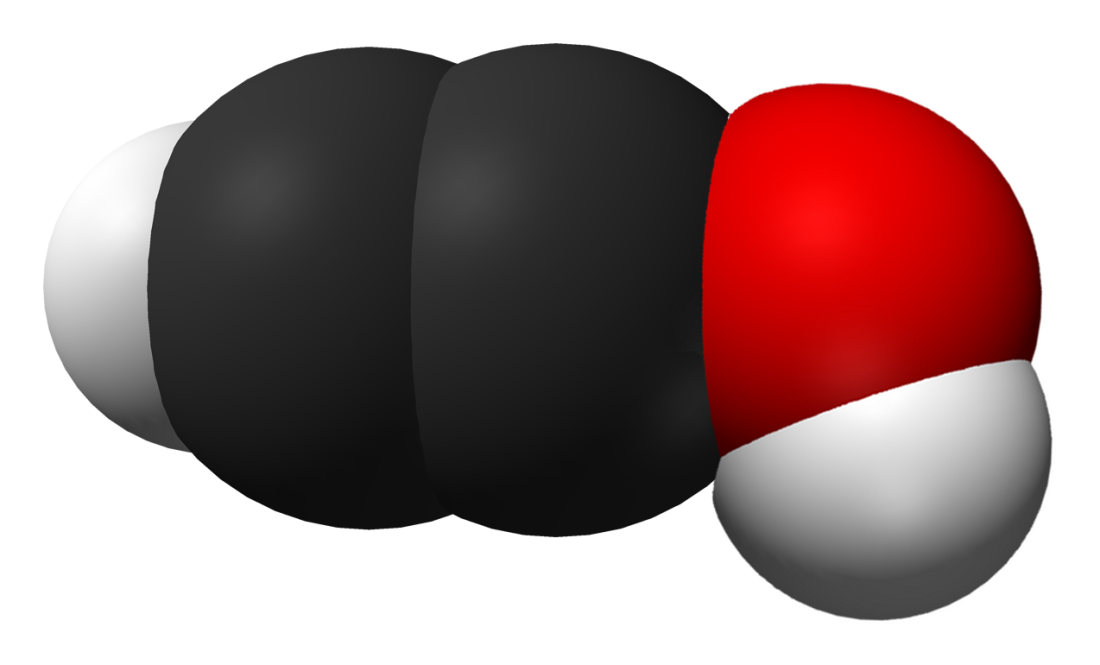
O etinol é o inol ou alquinol mais simples que existe.

Fórmula do etinol.

Fórmula do acetilenodiol (ou etinodiol), un inodiol.

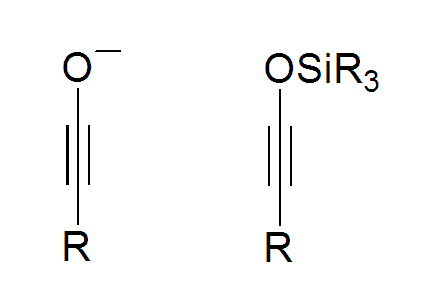
Estrutura molecular dum inolato.

Em química chama-se inol ou alquinol a um alquino (hidrocarboneto com ligação tripla entre carbonos) que leva um grupo hidroxilo unir-se a um dos dois carbonos constituindo a ligação tripla. Os aniões deprotonados dos inois ou alquinois denominam-se inolatos.
Um inol pode ter dois hidroxilos unidos, um em cada carbono da tripla ligação e, nesse caso, recebe o nome de inodiol. Só existe um inodiol possível, o acetilenodiol.

## Inolatos
Os inolatos são compostos químicos com um oxigénio negativamente carregado unido a uma função alquino.  Foram sintetizados pela primeira vez em 1975 por Schöllkopf e Hoppe a partir da fragmentação n-butilitio do 3,4-difenilisoxazol. 
Sinteticamente, comportam-se como precursores de cetenas ou síntons.

## Tautomeria inol-cetena
Os inois podem interconverter-se em cetenas por tautomeria. A forma inol é geralmente instável e pouco duradoira, e transforma-se rapidamente em cetena. Isto deve-se ao facto de o oxigénio é mais electronegativo do que o carbono e assim forma ligações covalentes mais fortes. Por exemplo, o etinol interconverte-se rapidamente com a etenona.
| Isomería inol-cetena | Isomería inol-cetena |
| -------------------- | -------------------- |
|                      |                      |
| Etinol               | Etenona              |